# (500214) 2012 HC42
(500214) 2012 HC42 es un asteroide perteneciente al cinturón de asteroides, descubierto el 31 de diciembre de 2007 por el equipo del Spacewatch desde el Observatorio Nacional de Kitt Peak, Arizona, Estados Unidos.

## Designación y nombre
Designado provisionalmente como 2012 HC42.

## Características orbitales
2012 HC42 está situado a una distancia media del Sol de 2,338 ua, pudiendo alejarse hasta 2,678 ua y acercarse hasta 1,998 ua. Su excentricidad es 0,145 y la inclinación orbital 2,310 grados. Emplea 1305,96 días en completar una órbita alrededor del Sol.

## Características físicas
La magnitud absoluta de 2012 HC42 es 17,8.